# Gmina Malczyce
Gmina Malczyce je polská vesnická gmina v okrese Wrocław v Dolnoslezském vojvodství. Sídlem gminy je ves Malczyce. V roce 2010 zde žilo 5 953 obyvatel.
Gmina má rozlohu 52,55 km² a zabírá 7,47% rozlohy okresu. Skládá se z 9 starostenství.

## Částí gminy
StarostenstvíChełm, Chomiąża, Dębice, Kwietno, Malczyce, Mazurowice, Rachów, Rusko, Wilczków
Sídlo bez statusu starostenstvíSzymanów, Zawadka